# Maria Kloth
Maria Franziska Christine Kloth, verh. Selchow (* 22. Dezember 1895 in Hamburg; † 13. September 1988 ebenda) war eine deutsche Schauspielerin und Sängerin.

## Leben
Maria Kloth wurde im Sierichschen Forsthaus im Hamburger Stadtpark geboren. 1915 stand sie zum ersten Mal im Bieberhaus am Hamburger Hauptbahnhof auf der Bühne, 1916 spielte sie am Carl-Schulze-Theater. Kloth nahm Gesangs-, Schauspiel- und Ballettunterricht und trat vorwiegend an Hamburger Bühnen auf, so am Deutschen Schauspielhaus, dem Thalia Theater und insbesondere am St. Pauli Theater, wo sie neben anderen Rollen die Bühnenmutter von Freddy Quinn in dem Stück Heimweh nach St. Pauli verkörperte. Noch mit 78 Jahren stand sie en suite neben Quinn in dem Stück Mensch, Kuddel, wach auf! auf der Bühne.
Maria Kloth war sowohl eine der ersten Interpretinnen bei der 1924 gegründeten Nordischen Rundfunk AG (NORAG) als auch des Hamburger Hafenkonzerts, das am 9. Juni 1929 erstmals auf Sendung ging. Daneben sang Kloth die Hauptrollen in sämtlichen Operetten Paul Linckes, war bei vielen Unterhaltungsabenden zu Gast, mit denen sie durch Deutschland, Österreich und die Schweiz tingelte, und trat auf den Kreuzfahrtschiffen der Hamburg-Süd-Linie auf.

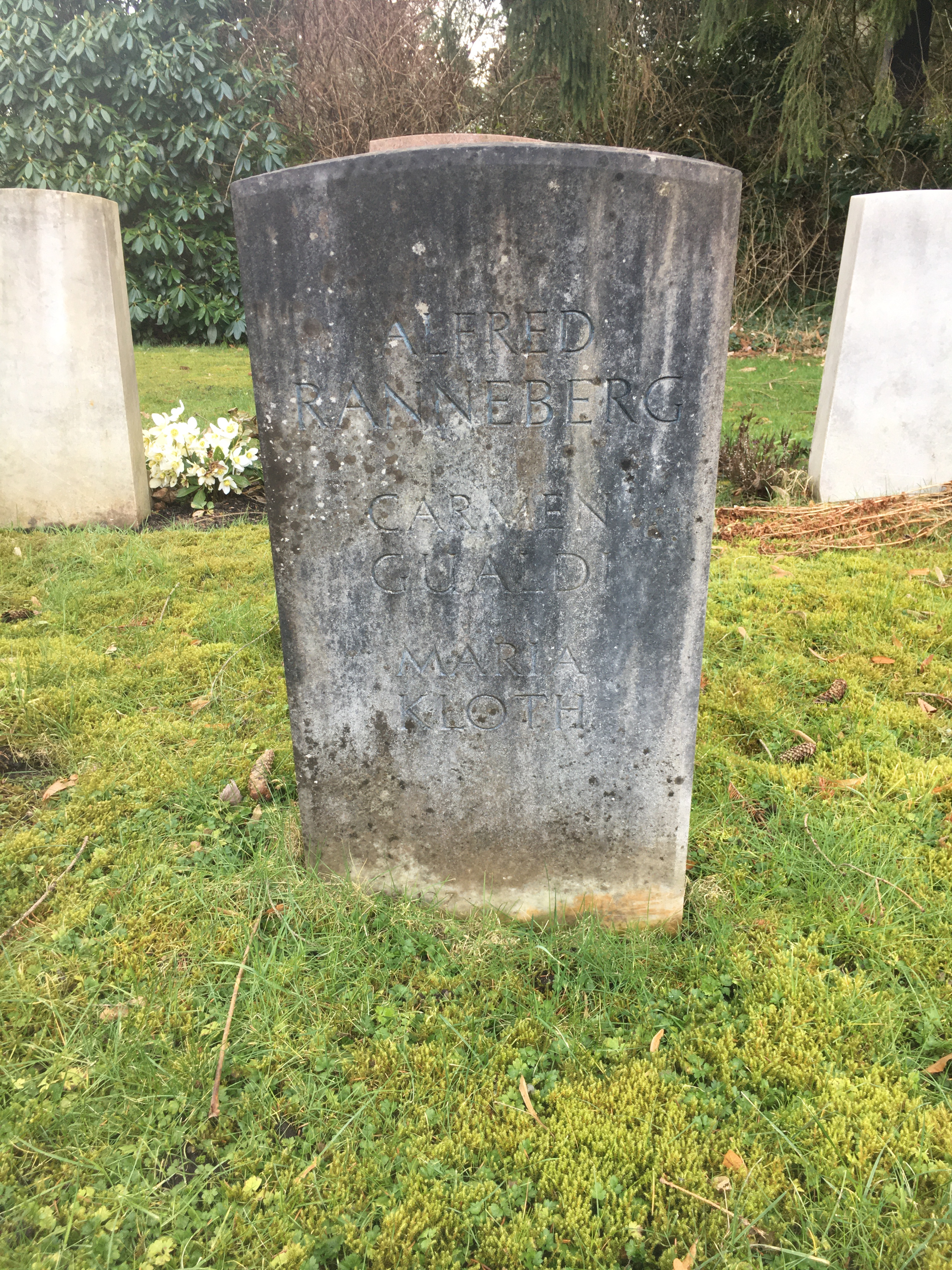
Grabstätte auf dem Friedhof Ohlsdorf

Der Staatsanwalt, eine Stummfilm-Produktion der Hamburger Vera-Filmwerke aus dem Jahr 1920, war der erste und einer der wenigen Filme, in dem Maria Kloth in ihrer Schauspielerlaufbahn mitgewirkt hat. 1969 stand sie noch einmal für eine Folge der Serie Polizeifunk ruft vor der Kamera.
Maria Kloths Stimme ist auf Schallplatten erhalten geblieben, so beispielsweise auf den LPs Schön ist die Liebe im Hafen oder Käpt’n ahoi!. Gemeinsam mit Franz Wendhof schrieb sie den Text für das Lied Heute blau und morgen blau, die Titelmelodie der gleichnamigen Filmkomödie aus dem Jahr 1957. Diesen Titel besang sie, unter der musikalischen Leitung von Erwin Halletz, auf einer Schallplatte.
In späteren Jahren gründete Kloth eine Gastspieldirektion und pachtete die Strandhalle im Ostseebad Grömitz, musste aber nach einiger Zeit Konkurs anmelden. Maria Kloth, eine Tante der Sängerin und Schauspielerin Nana Gualdi, starb im hohen Alter von 92 Jahren. Sie lebte zuletzt im Hamburger Stadtteil Eppendorf. Beigesetzt wurde sie auf dem Friedhof Ohlsdorf. Die Grabstätte liegt im Planquadrat X 28, südwestlich von Kapelle 6.

## Filmografie
- 1920: Der Staatsanwalt
- 1967: Heimweh nach St. Pauli
- 1969: Polizeifunk ruft – Blüten auf St. Pauli
- 1970: Liebling, sei nicht albern!
- 1971: Der Junge von St. Pauli